# سخت افزار

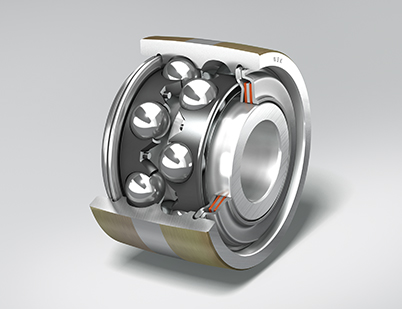
مقطع برش خورده نوعی یاتاقان. یاتاقان‌ها از سخت‌افزارهای بسیار متداول هستند.

سخت‌افزار (به انگلیسی: hardware) یا اجزاء ماشین (به انگلیسی: Machine element) به هر یک از اجزای ابتدایی ماشین گفته می‌شود. این اجزاء از سه نوع اساسی تشکیل شده‌اند:
1. اجزای سازه‌ای مانند اجزای قاب‌ها، یاتاقان‌ها، محورها، هزارخاری‌ها، پبچ‌ها، آب‌بندها و روانکارها،
2. مکانیسم‌هایی که حرکت را به روش‌های مختلف کنترل می‌کنند، مانند دنباله چرخدنده‌ها، تسمه یا زنجیر چرخ، رابط‌های مکانیکی، سیستم‌های بادامک و پیرو، از جمله ترمزها و کلاچ‌ها، و
3. اجزای کنترل مانند دکمه‌ها، سوئیچ‌ها، نشانگرها، سنسورها، محرک‌ها و کنترل‌کننده‌های کامپیوتر.[۱]

عناصر ماشین یا سخت‌افزارها قطعات و ویژگی‌های مکانیکی ساده هستند که به عنوان بلوک‌های ساختمانی اکثر ماشین‌ها مورد استفاده قرار می‌گیرند. بیشتر آنها در اندازه‌های خاصب استانداردسازی شده‌اند، اما استفاده از اندازه‌های سفارشی ساز برای کاربردهای تخصصی نیز رایج است.